# Paul Taunton Matthews
Paul Taunton Matthews CBE FRS (Erode, 19 de novembro de 1919 — 26 de fevereiro de 1987) foi um físico teórico britânico.

## Bibliography
- Introduction to Quantum Mechanics, McGraw–Hill, 3 editions – 1963, 1968, 1974[1]
- The nuclear apple: recent discoveries in fundamental physics, Chatto and Windus, 1971

## References
- T.W.B. Kibble (dezembro de 1988). «Paul Taunton Matthews. 19 November 1919–26 February 1987». Biographical Memoirs of Fellows of the Royal Society. Royal Society. p. 555–580. Consultado em 22 de outubro de 2011